# Patrick Carpentier
Pour les articles homonymes, voir Carpentier.
Statistiques en NASCAR Cup Series
Dernière mise à jour : 1er janvier 2016 
Patrick Carpentier (né le 13 août 1971 à LaSalle, Québec) est un pilote automobile canadien ayant évolué notamment dans les séries Formule Atlantique, CART et Champ Car, IRL ainsi qu'en Nascar.
Compétitif sur circuit ovale, possédant notamment le tour le plus rapide jamais réalisé, à ce jour, sur circuit de 1 mille. Son goût des circuits ovales venant du patinage de vitesse courte piste, où il a aussi connu beaucoup de succès. Il fut d'ailleurs couronné multiple champion canadien, nord-américain et aussi champion du Québec, remportant pratiquement toutes les épreuves de la saison sur courte piste. Il a terminé sa carrière en NASCAR. Il est le pilote canadien-français connu avec les Villeneuve (Gilles, Jacques Sr. et Jacques).

## Biographie

### Les débuts
Il débute en karting où il remportera, en 1985, le championnat Québécois junior 4 temps. Ce sera une saison remplie de succès où il remportera la majeure partie des épreuves. Il passera par la suite en formule 2000 à l'école Spénard-David en Ontario. Ce passage lui permettra d'apprendre la mécanique et échanger son travail pour précieux temps de piste. Il deviendra d'ailleurs champion de cette série en 1989.
En 1992, il passera en Formule Atlantique où il obtiendra beaucoup de succès et sera couronné champion canadien à sa première saison dans cette discipline. Jusqu'en 1994, il fait que des saisons partielles, dû à un manque de budget.
1994: En 13 départs, il obtient une victoire, cinq podiums, sept top 5 et neuf top 10. À sa première saison complète en 1995, il signe quatre pole positions, deux victoires et neuf top 10.
En 1996, il brûle littéralement la ligue et réécrit le livre des records vieux de 25 ans. En remportant neuf victoires en douze départs, dont les huit dernières courses de la saison en partant de la position de tête. 
Nouveau records établis:
-Plus grand nombre de victoires en une saison (9)
-Plus grand nombre de victoires consécutives en une saison (8)
-Plus grand nombre de victoires en partant de la position de tête en une saison (8)
-Plus grand nombre de tours menés en une saison
-Plus grand nombre de points accumullés en une saison (239 pts)
Le temps était venu pour lui de passer à une autre étape.

### Les années CART
Il fait le saut en série CART en 1997 dans l'équipe de Tony Bettenhausen. Disposant de moyens limités, il connaît une première saison honnête couronnée par une brillante deuxième place à Gateway International Raceway. En 1998, il devient le coéquipier de Greg Moore chez Player's/Forsythe. Pendant ses deux années avec Moore, il est éclipsé par son coéquipier, se contentant d'un seul podium en deux saisons. À la suite du décès de Greg Moore à Fontana, il est rejoint par le pilote québécois Alexandre Tagliani chez Player's Forsythe pour la saison 2000. Il remporte enfin sa première victoire en CART au Michigan International Speedway en 2001. En 2002, il termine troisième au championnat et ajoute deux autres victoires à son palmarès. En 2003 et 2004, c'est le bouillant Paul Tracy qui devient son coéquipier. Si Tracy remporte le championnat en 2003, Carpentier le devance en 2004 en terminant à nouveau troisième.

### Une année en IRL
En 2005, Patrick Carpentier quitte le Champ Car pour sa série rivale, l'IRL IndyCar Series au sein de l'équipe d'Eddie Cheever. Cependant, dû à son nouveau rôle de père et également de l'accident de Ryan Briscoe Sur l'ovale de Chicagoland qui lui a fait rappeller l'accident fatale de Greg Moore, il n'avait plus de plaisir a piloter des monoplaces. Un drapeau rouge est arrivé, il est retourné au puis, à fait une prière pour qu'il termine la course et une fois la course terminée il s'est retiré de l'IRL.

### 2006, année de transition
Sans attachement pour la saison 2006, on retrouve Carpentier dans trois événements (six courses) du nouveau championnat mondial A1 Grand Prix, deux en Grand-Am Rolex et une première incursion en stock-car dans la CASCAR Super Series à Cayuga International Speedway où il termine 6e après être parti de la 21e place.

### Les années NASCAR

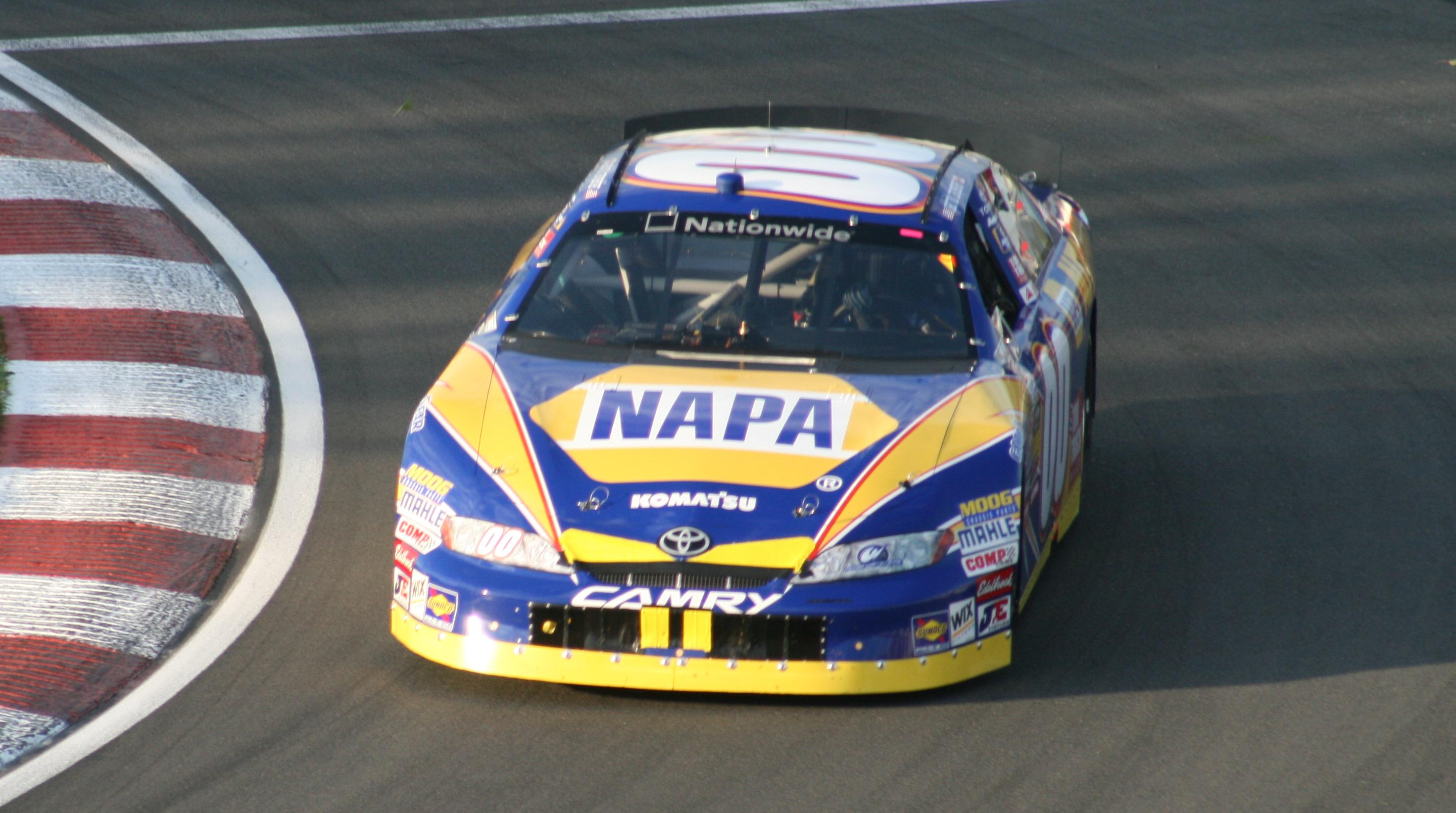
Patrick Carpentier lors des qualifications du NAPA Pièces d'auto 200 en 2010.

En 2007, il pilote avec l'écurie SAMAX dans la série Grand American Rolex. En 2008, il pilote dans la série reine de la Nascar, la Sprint Cup. Il a fait une pole position au New Hampshire International Speedway et il a collecté quelques top-10 en Nascar Nationwide, notamment à Mexico et à Montréal. Il a aussi fait ses débuts en Nascar Camping World Truck à Bristol dans la camionnette #04.
En 2009, Patrick a fait sa 1re course de Nascar Nationwide à Darlington dans la voiture #07 de SK Motorsport. Il a terminé 17e. Il s'est ensuite trouvé un volant chez Tommy Balwin Racing en Sprint Cup pour quelques courses. Il a aussi signé chez Michael Waltrip Racing pour courir en Sprint Cup à Infineon, où il termina 11e, et à Watkins Glen. Il a aussi roulé à Montréal dans la voiture #99 dans la Nascar Nationwide.
En 2010, il participera à quelques courses chez Latitude 43 Motorsport dans la voiture #26 en Sprint Cup et il sera aussi en Nationwide à Montréal.
En 2011, Patrick Carpentier a annoncé le 6 juillet qu'il prendrait sa retraite à l'issue de la course sur le circuit Gilles-Villeneuve en Nationwide. Sorti de la course à la suite d'un contact avec Steve Wallace alors qu'il était quatrième, il reçoit une ovation debout de la part de la foule.

## Carrière
- 1992 - Formule Atlantique
- 1993 - Formule Atlantique
- 1994 - Formule Atlantique/Indy Lights
- 1995 - Formule Atlantique
- 1996 - Formule Atlantique
- 1997 - Série CART
- 1998 - Série CART
- 1999 - Série CART
- 2000 - Série CART
- 2001 - Série CART
- 2002 - Série CART
- 2003 - Série CART
- 2004 - ChampCar World Series
- 2005 - Indy Racing League (IRL)
- 2006 - CASCAR Super Series
- 2007 - Grand American Rolex, Nascar Nationwide, Nascar Sprint Cup
- 2008 - Nascar Sprint Cup Series, Nascar Nationwide, Nascar Camping World Truck
- 2009 - Nascar Sprint Cup, Nascar Nationwide
- 2010 - Nascar Nationwide, Nascar Sprint Cup

## Palmarès
- 1992 - Champion canadien de la Formule Atlantic
- 1996 - Champion de la Formule Atlantic
- 1997 - Recrue de l'année en championnat CART

## Formule 2000
| Année | Départs | Poles | Victoires | Podiums | Top 5 | Top 10 |
| ----- | ------- | ----- | --------- | ------- | ----- | ------ |
| 1990  | 7       | 0     | 0         | 0       | 2     | 3      |

## Formule Atlantique
| Année | Départs | Poles | Victoires | Podiums | Top 5 | Top 10 |
| ----- | ------- | ----- | --------- | ------- | ----- | ------ |
| 1992  | 5       | 0     | 1         | 3       | 4     | 5      |
| 1993  | 2       | 0     | 0         | 0       | 1     | 1      |
| 1994  | 6       | 0     | 0         | 2       | 2     | 3      |
| 1995  | 12      | 4     | 2         | 4       | 7     | 9      |
| 1996  | 12      | 8     | 9         | 10      | 12    | 12     |
| TOTAL | 37      | 12    | 12        | 17      | 26    | 30     |

## Indy Lights
| Année | Départs | Poles | Victoires | Podiums | Top 5 | Top 10 |
| ----- | ------- | ----- | --------- | ------- | ----- | ------ |
| 1994  | 2       | 0     | 0         | 0       | 0     | 1      |

## Séries CART et Champ Car
| Année | Départs | Poles | Victoires | Podiums | Top 5 | Top 10 |
| ----- | ------- | ----- | --------- | ------- | ----- | ------ |
| 1997  | 14      | 0     | 0         | 1       | 1     | 3      |
| 1998  | 19      | 2     | 0         | 0       | 0     | 5      |
| 1999  | 19      | 0     | 0         | 1       | 1     | 9      |
| 2000  | 17      | 0     | 0         | 2       | 7     | 11     |
| 2001  | 20      | 0     | 1         | 4       | 5     | 9      |
| 2002  | 19      | 1     | 2         | 5       | 10    | 13     |
| 2003  | 18      | 1     | 1         | 4       | 8     | 14     |
| 2004  | 14      | 1     | 1         | 5       | 8     | 10     |
| TOTAL | 140     | 5     | 5         | 22      | 40    | 74     |

## Indycar (IRL)
| Année | Départs | Poles | Victoires | Podiums | Top 5 | Top 10 |
| ----- | ------- | ----- | --------- | ------- | ----- | ------ |
| 2005  | 17      | 0     | 0         | 2       | 3     | 11     |

## A1 Grand Prix
| Année | Départs | Poles | Victoires | Podiums | Top 5 | Top 10 |
| ----- | ------- | ----- | --------- | ------- | ----- | ------ |
| 2006  | 6       | 0     | 0         | 0       | 1     | 4      |

## CASCAR Super Series
| Année | Départs | Poles | Victoires | Podiums | Top 5 | Top 10 |
| ----- | ------- | ----- | --------- | ------- | ----- | ------ |
| 2006  | 1       | 0     | 0         | 0       | 0     | 1      |

## Grand-AmRolex
| Année | Départs | Poles | Victoires | Podiums | Top 5 | Top 10 |
| ----- | ------- | ----- | --------- | ------- | ----- | ------ |
| 2006  | 2       | 0     | 0         | 0       | 0     | 1      |
| 2007  | 11      | 0     | 0         | 1       | 4     | 5      |
| TOTAL | 13      | 0     | 0         | 1       | 4     | 6      |

## NASCAR Sprint Cup
| Année | Départs | Poles | Victoires | Podiums | Top 5 | Top 10 |
| ----- | ------- | ----- | --------- | ------- | ----- | ------ |
| 2007  | 3       | 0     | 0         | 0       | 0     | 0      |
| 2008  | 24      | 1     | 0         | 0       | 0     | 0      |
| 2009  | 6       | 0     | 0         | 0       | 0     | 0      |
| 2010  | 6       | 0     | 0         | 0       | 0     | 0      |
| 2011  | 1       | 0     | 0         | 0       | 0     | 0      |
| TOTAL | 40      | 1     | 0         | 0       | 0     | 0      |

## NASCAR Nationwide
| Année | Départs | Poles | Victoires | Podiums | Top 5 | Top 10 |
| ----- | ------- | ----- | --------- | ------- | ----- | ------ |
| 2007  | 3       | 1     | 0         | 1       | 1     | 1      |
| 2008  | 8       | 0     | 0         | 1       | 2     | 4      |
| 2009  | 2       | 0     | 0         | 0       | 0     | 0      |
| 2010  | 1       | 0     | 0         | 0       | 0     | 0      |
| 2011  | 1       | 0     | 0         | 0       | 0     | 0      |
| 2012  | 1       | 0     | 0         | 0       | 0     | 0      |
| TOTAL | 16      | 1     | 0         | 2       | 3     | 5      |

## NASCAR Camping World Truck Series
| Année | Départs | Poles | Victoires | Podiums | Top 5 | Top 10 |
| ----- | ------- | ----- | --------- | ------- | ----- | ------ |
| 2008  | 1       | 0     | 0         | 0       | 0     | 0      |

## Victoires en séries CART et Champ Car
| Date              | Circuit                           | Position de départ | Arrivée | Nombre de tours |
| ----------------- | --------------------------------- | ------------------ | ------- | --------------- |
| 22 juillet 2001   | Michigan International Speedway   | 21                 | 1       | 250             |
| 14 juillet 2002   | Burke Lakefront Airport Cleveland | 2                  | 1       | 115             |
| 11 août 2002      | Mid-Ohio Sports Car Course        | 1                  | 1       | 92              |
| 15 juin 2003      | Laguna Seca                       | 1                  | 1       | 87              |
| 12 septembre 2004 | Laguna Seca                       | 2                  | 1       | 79              |

## Victoires en Formule Atlantique
| Date             | Circuit                      |
| ---------------- | ---------------------------- |
| 29 août 1992     | Molson Indy Vancouver        |
| 4 mars 1995      | Grand Prix of Miami          |
| 22 avril 1995    | Nazareth Speedway            |
| 27 avril 1996    | Nazareth Speedway            |
| 15 juin 1996     | Circuit Gilles-Villeneuve    |
| 13 juillet 1996  | Molson Indy Toronto          |
| 3 août 1996      | Grand Prix de Trois-Rivières |
| 4 août 1996      | Grand Prix de Trois-Rivières |
| 10 août 1996     | Mid-Ohio Sports Car Course   |
| 18 août 1996     | Road America                 |
| 30 août 1996     | Molson Indy Vancouver        |
| 7 septembre 1996 | Laguna Seca                  |